# Dio (religione sumera)

Ideogramma sumerico per il dio An, il dio della volta celeste. Tale ideogramma, oltre ad indicare il dio, designa anche il "cielo", o una "spiga", o un "grappolo di datteri".

Per i Sumeri,  gli dèi sono responsabili dell'ordine cosmico. Ne determinano il funzionamento, mediante "decreti'' o "proclami" (me) che ingiungono agli uomini di seguire il loro ordinamento, influenzando quindi il destino di ogni essere. La determinazione implicita nei decreti divini si compie mediante l'atto del nam-tar, che costituisce e proclama la decisione presa.

L'espressione del sacro si compie attraverso la realizzazione dei "decreti", che sono detti kù-g, vale a dire "puri e sacri". Per i Sumeri, questa applicazione del volere del dio genera un universo ordinato e ammirevole.

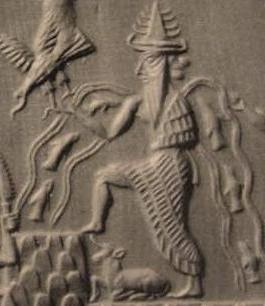
Il dio Enki (sumerico; accadico Ea) tradizionalmente raffigurato con un copricapo a plurime corna, una lunga barba e una veste di lana; dio dell'oceano primordiale e delle acque dolci sotterranee (abzu), dalle sue spalle sgorgano flutti di acqua ricchi di pesci, probabile immagine dei due fiumi, il Tigri e l'Eufrate, che da quelle acque hanno origine, mentre risale una montagna (particolare di un'impronta di sigillo cilindrico in pietra risalente al XXIII secolo a.C., conservato presso il British Museum di Londra).

## Dingir: la nozione di divinità
La nozione di "divinità" viene espressa in sumerico con l'ideogramma  (dingir) posto prima del nome del dio a significare la sua divinità. Il fatto che questo ideogramma indichi anche il termine "cielo" come la divinità preposta alla volta celeste, ha fatto ritenere alcuni autori di genere "astrale" la religione sumerica, ma tale ideogramma viene anteposto anche per le divinità ctonie o infere e non è quindi delimitabile al solo ambito celeste. Quando questo ideogramma veniva utilizzato come classificatore grafico, anteponendolo al nome, per chiarire subito che con esso si intendeva il nome di un dio. Gli studiosi traslitterano, in quest'ultimo caso, questo ideogramma con d. Tale ideogramma somiglia ad una "stella" e spesso viene individuato come tale.  Il termine stella (in sumerico mul) è tuttavia espresso in sumerico con la ripetizione di tre di questi ideogrammi .
Rispetto all'ideogramma  indicante la divinità, Pietro Mander osserva che si riferisce all'"ombelico del mondo", un centro o una fonte dalla quale si irraggiano le spighe o il grappolo del grafema AN. Per Mircea Eliade, questo "Centro" è indice della volontà dell'uomo delle società premoderne di risiedere al Centro del Mondo, visto anche come luogo ideale di comunicazione.
La divinità sumerica è immortale, in possesso dei me, è sacra, mangia, beve, si rallegra e si lamenta, decide il destino degli uomini, possiede uno sguardo profondo che turba chi lo osserva, rispetto agli uomini essa è più intelligente e fisicamente forte. La caratteristica centrale della divinità è la sua radiosità, il suo terrificante splendore, in cuneiforme  (sumerico melam; accadico melammû). In particolare  indica la radiosità che promana dal volto e dalla testa della divinità.

## Me: la nozione della sacralità dell'ordine cosmico
La nozione di "sacralità del cosmo" viene individuata in cuneiforme con il segno  (me, termine e nozione da considerare sempre plurale; in accadico acquisisce la forma semitica con la 'ŭ' quindi mŭ, ma la nozione semitica, a differenza di quella sumerica, li rende prevalentemente come "riti").
I me sono quelle condizioni che consentono a qualsivoglia ente o situazione di essere conforme a "ciò che deve essere". Così il re (lugal) è tale solo quando i me della sovranità gli sono consegnati, altrimenti è un uomo comune come gli altri. Una città occupata dal nemico poteva perdere i suoi me finché qualcuno non li ristabiliva. I me possono dunque essere sospesi o violati e questo spiegherebbe la presenza di calamità naturali o sociali; la loro assenza giustifica la ragione del male che si instaura nel mondo. 
I me sono governati dalle divinità principali: An ed Enlil. Quando i me si eprimono per mezzo di cerimonie ne fanno acquisire il ruolo di rito, esso stesso è i me in azione. I me sono quindi le prescrizioni/modelli/essenze originari a cui si sottomettono le divinità che poi li indicano alle divinità inferiori, fino agli uomini. Tali prescrizioni decidono il destino di ciascuno: il buon andamento del cosmo corrisponde all'uniformarsi ai me, alle prescrizioni. Ognuno vi si deve conformare in quanto esse esprimono l'assoluta bellezza e bontà.
Vi sono tre tipi di me: le prescrizioni che appaiono nel mito del viaggio della dea Inanna a Eridu presso il dio Enki, relative al governo della città; le prescrizioni a carattere cosmico, che assicurano l'ordinamento del mondo da parte degli dèi; le prescrizioni che si applicano ai riti del culto. 
Yvonne Rosengarten rende questo termine come "prescrizioni" intendendo con questo ciò che essendo stato formulato sul piano astratto viene poi a concretizzarsi. I me (quindi sempre al plurale), ovvero le "prescrizioni", vanno intesi nel contesto di ciò che organizza il cosmo, quindi anche la città e la cerimonia religiosa. Precedentemente Thorkild Jacobsen aveva reso il termine me come verbo "essere"; Benno Landsberger come "potenza divina"; mentre Johannes Jacobus Adrianus van Dijck come «immanenza divina nella materia morta e viva, immutabile, sussistente ma impersonale, di cui dispongono solo gli dèi». Henri Limet rende i me con "modelli".